# Barys Astana

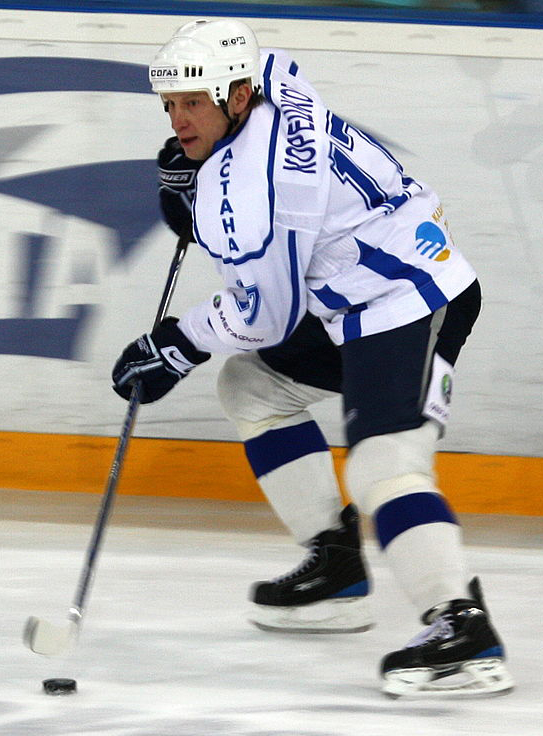
Aleksandr Koresjkov som spelade för klubben 2008-2010.

Barys Astana, en tid Barys Nur-Sultan, är en professionell ishockeyklubb från Astana i Kazakstan.

## Historik
Klubben bildades 1999 men började inte spela i det Kazakstanska mästerskapet förrän säsongen 2001/2002. Säsongen 2007/2008 spelade klubben i Ryska andraligan, och var med från starten av Kontinental Hockey League säsongen 2008/2009. Den första säsongen i KHL slutade laget på en femtonde plats i grundserien och blev utslagna åttondelsfinalen av Gagarin Cup.
De första sju säsongerna av KHL gick klubben till slutspelet samtliga säsonger, men har där åkt ur i första rundan alla gånger utom 2013/2014 då man åkte ur i andra rundan. Säsongen 2015/2016 var första gången klubben missade slutspelet i KHL.